# Route 61 (Terre-Neuve-et-Labrador)
Pour les articles homonymes, voir Route 61.
La route 61 est une route tertiaire de la province de Terre-Neuve-et-Labrador, située dans l'est de l'île de Terre-Neuve, sur la péninsule d'Avalon. Elle relie principalement la Route Transcanadienne à Conception Bay South, et est donc une route moyennement empruntée. De plus, elle est nommée Foxtrap Access Rd., mesure 6 kilomètres, et est une route asphaltée sur l'entièreté de son tracé.

## Tracé
La 61 débute à la sortie 39 de la Route Transcanadienne, la route 1, au nord-est du parc provincial Butter Pond. Elle possède une courbe vers l'ouest, puis tourne vers le nord. 4 kilomètres au nord, elle possède un échangeur avec route 2, puis elle traverse une partie du secteur Foxtrap de Conception Bay South. Elle se termine à son intersection avec la route 60.

## Communautés traversées
- Conception Bay South (Foxtrap)